# Benoît Veldekens
Pour les articles homonymes, voir Veldekens.
Benoît Veldekens, époux de Isabel Graham of Auchencloich and Tamrawer, né le 26 juillet 1947 à Vlezenbeek et décédé le 18 mars 2014 à Woluwe-Saint-Lambert fut un homme politique belge bruxellois, ex-membre du PSC. En 2002, il avait créé avec Dominique Harmel le parti CDF (Chrétiens démocrates fédéraux) à la suite du passage du PSC en cdH. Il en avait quitté la présidence en 2006.
Il fut premier auditeur à la Cour des comptes.
Il fut diplômé en droit et en science économiques appliquées; il travailla pour une grande société agricole belge à Sumatra, où il fera une étude pour le ministre indonésien de la recherche; juriste au ministère des travaux publics; auditeur à la Cour des comptes, chargé des dossiers traitant de la Défense nationale; conseiller au cabinet du ministre de l'Intérieur et de la Fonction publique, Charles-Ferdinand Nothomb dès 1982; participe à la réforme et à la rationalisation du secteur public de l'État (-1986). 
Il fut commandeur de l'ordre de Léopold.

## Fonctions politiques
- Membre du Parlement de la Région de Bruxelles-Capitale de 1995 à 1999
- Conseiller communal à Woluwe-Saint-Lambert de 1988 à 2014
  - Echevin du Budget et des Finances